# ARLZ-Maßnahmen

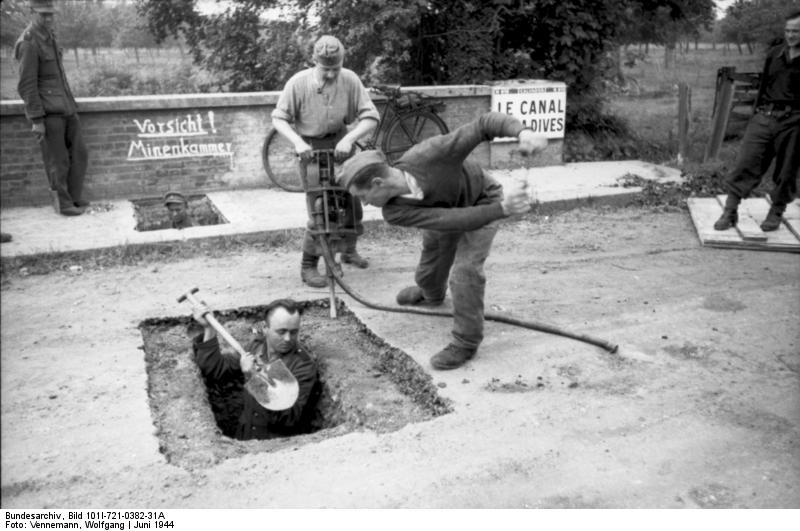
Deutsche Pioniere verminen eine Brücke, Calvados, Frankreich, Juni 1944

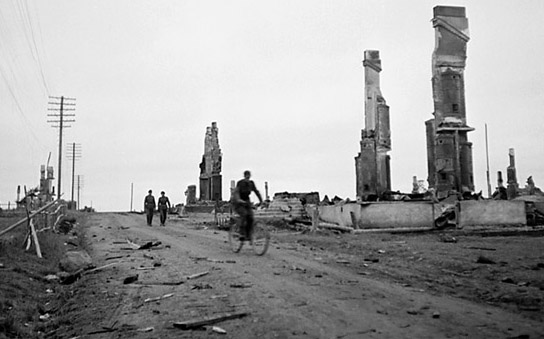
Finnland 1944: Im deutsch-finnischen Lapplandkrieg zerstörtes Sodankylä

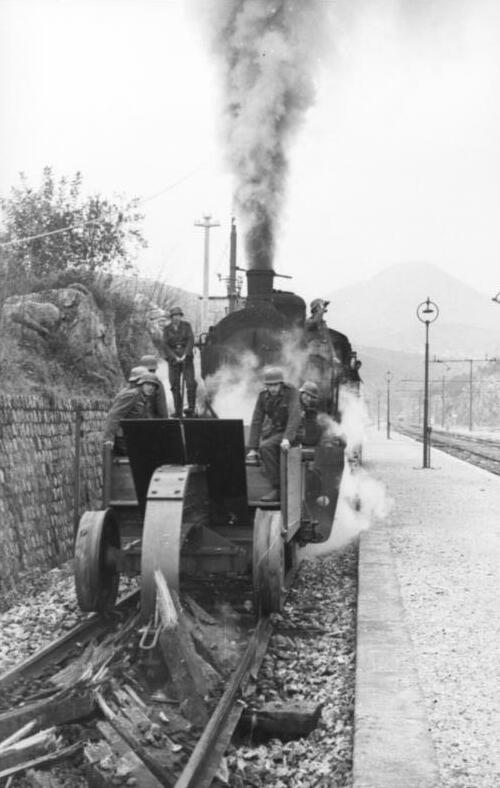
Italien 1944: Zerstörung von Bahngleisen durch einen Schienenwolf

ARLZ-Maßnahmen bezeichneten speziell zusammengestellte Vorschriften auf deutscher Seite während des Zweiten Weltkriegs zur Auflockerung, Räumung, Lähmung und Zerstörung besetzter Gebiete, die von der Wehrmacht bei ihrem Abzug durchzuführen waren.

## Entstehung
Diese taktischen und strategischen Maßnahmen der verbrannten Erde resultierten aus einer entsprechenden Weisung des Wirtschaftstabs Ost vom 21. Februar 1943, in der in Absprache mit dem Reichsministerium für Rüstung und Kriegsproduktion jene Maßnahmen zusammengefasst wurden, die bei Räumung von besetzten Gebieten vorzunehmen seien. Dabei ging es darum, dem Gegner so wenig Arbeitskräfte, potenzielle Soldaten, Lebensmittel, Rohstoffe und Industrieanlagen wie möglich übrig zu lassen, jeweils abgestuft nach der örtlichen Situation. Am 11. September 1943 erließ Generalfeldmarschall Erich von Manstein als Oberbefehlshaber der Heeresgruppe Süd einen gesonderten Befehl über die Durchsetzung von ARLZ-Maßnahmen in seinem Operationsgebiet (Ostfront).
Mit dem Vorrücken der Alliierten in der Endphase des Krieges wurden die Maßnahmen auch auf das Gebiet des Deutschen Reiches ausgedehnt. Am 19. März 1945 unterzeichnete Hitler den Befehl zu Zerstörungsmaßnahmen im Reichsgebiet, später Nerobefehl genannt.

## Die Maßnahmen im Einzelnen
- Bei einer Annäherung der gegnerischen Truppen an ein bestimmtes von deutscher Seite besetztes Gebiet waren zunächst Maßnahmen der Auflockerung durchzuführen, worunter der Abtransport wertvoller Rohstoffe und Fertiggüter sowie die Entzerrung von konzentrierten Anhäufungen von Vorratslagern, Stäben und Industriebetrieben verstanden wurde.

- Rückten die Kampfhandlungen bis in unmittelbare Nähe des Gebietes vor, waren an den vorhandenen Industriebetrieben Lähmungsmaßnahmen durchzuführen, also durch die Demontage wichtiger Teile und die Entnahme wichtiger Werkstoffe Industrieanlagen momentan produktionsunfähig zu machen, aber mit der Möglichkeit, bei einer eventuellen Rückeroberung des betreffenden Gebietes diese Anlagen schnell wieder in Betrieb nehmen zu können.

- Erst wenn die endgültige Räumung, der endgültige Verlust eines bestimmten besetzten Gebietes unmittelbar bevorstand, waren die dort vorhandenen Vorräte, Anlagen und Fertigwaren, soweit sie nicht abtransportiert werden konnten, zu zerstören und in sogenannte Wüstenzonen zu verwandeln. Bei der endgültigen Räumung sollte dann auch – soweit möglich – die örtliche Zivilbevölkerung zur Zwangsarbeit nach Dringlichkeitsstufen (1. Bergbau- und Metallfacharbeiter, 2. Fach- und Spezialarbeiter, 3. Landwirtschaft und 4. sonstige) deportiert werden, die auch als Greifaktionen bezeichnet wurden.[1][2] Gleiches galt für die Viehbestände, die bei fehlender Transportmöglichkeit zu töten waren. Dabei wurden arbeitsunfähige Personen teilweise hilflos in zerstörten Ortschaften zurückgelassen.

Die ARLZ-Maßnahmen wurden wegen ihrer weithin unklaren Bestimmungen und der verbreiteten Unsicherheit bezüglich ihrer Auslegung und Anwendung am 6. September 1944 vom Chef des OKW, Wilhelm Keitel, nochmals präzisiert. Grundsätzlich wurde in den westlichen und südlichen Operationsgebieten (Frankreich, Italien) weniger zerstört als im Osten (Sowjetunion), wo die Zerstörungsmaßnahmen so komplett wie möglich durchgeführt wurden. Auf deutschem Reichsgebiet waren die Gauleiter für die ARLZ-Maßnahmen zuständig.

## Kriegsende

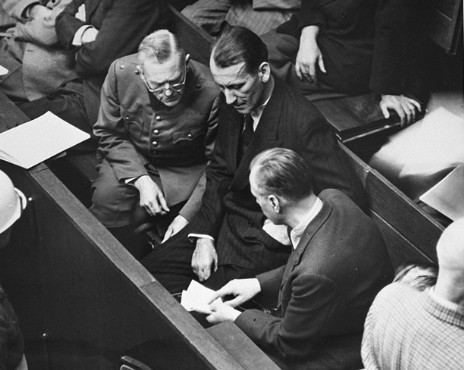
Chef des OKW Keitel als Angeklagter beim Nürnberger Prozess

Besonders zwischen März 1945 und dem Kriegsende am 8. Mai 1945 gab es um die Lähmung oder Zerstörung bestimmter Industriebetriebe und Regionen auf deutschem Reichsgebiet immer wieder Auseinandersetzungen zwischen dem industriefreundlichen Zirkel um Rüstungsminister Albert Speer auf der einen und der Wehrmachtführung und Hitler auf der anderen Seite. Sie gipfelten im Nero-Befehl Hitlers vom 19. März 1945, den Speer laut eigenen Angaben in der Folge nach Kräften zu neutralisieren versuchte.
Im Nürnberger Prozess gegen die Hauptkriegsverbrecher wurde Ende 1945 klargestellt, dass die Maßnahme der verbrannten Erde bei unverhältnismäßiger Zerstörung, der übermäßigen Plünderung von staatlichem oder privatem Besitz und wegen der Deportation von Zivilpersonen aus den besetzten Gebieten ein Kriegsverbrechen darstellt. In der Folge wurden Verantwortliche wie z. B. General Balck in Nachfolgeprozessen verurteilt.